# Ägidius Zsifkovics
Agidius Johann Zsifkovics (nascido em 16 de abril de 1963 em Güssing , Burgenland ) é um teólogo católico austríaco e bispo de Eisenstadt .

## Vida
Zsifkovics cresceu em Hackerberg / Stinjački Vrh, Paróquia Stinatz / Stinjaki, no sul de Burgenland. Ele pertence ao grupo étnico dos croatas de Burgenland. Ele se formou na escola primária em Hackerberg / Stinjački Vrh, depois ingressou no Seminário Episcopal de Mattersburg. Em 1981 ele se formou no Bundesgymnasium e Bundesrealgymnasium Mattersburg. Ele estudou como um seminário na Universidade de Viena e na Universidade de Zagreb. Após sua ordenação em 29 de junho de 1987 em Eisenstadt, ele foi Secretário Episcopal do Bispo Stephan Lászlóativo. Desde 1988, ele estudou Direito Canônico na Pontifícia Universidade Gregoriana, em Roma, onde se encontrou com um dos Peter Erdo como orientador de doutoramento supervisionado e em 02 de maio de 1992 defendeu tese de doutoramento intitulada A legislação diocesano da diocese Eisenstadt. Uma investigação histórica legal sobre o Dr. iur. pode. recebeu seu doutorado. Ele então chefiou o Ordinariato Episcopal em Eisenstadt. Zsifkovics foi por algum tempo vice-reitor do Instituto Santa Maria dell'Anima de Roma.
Desde 1999, por sugestão do então Presidente da Conferência Episcopal Austríaca, Cardeal Christoph Schönborn, ele é o Secretário Geral. Além disso, a partir de 1994, Zsifkovics foi pastor da comunidade de Wulkaprodersdorf / Vulkaprodrstof no norte de Burgenland, chefe do departamento para questões pastorais do povo croata e editor-chefe do jornal da igreja Burgenland-Croata Glasnik .
Em julho de 2010 foi nomeado pelo Papa Bento XVI nomeado sucessor do Bispo Paul Iby de Eisenstadt .  A ordenação episcopal que recebeu em 25 de setembro de 2010 na Catedral de Eisenstadt St. Martin através do Arcebispo de Viena Christoph Schoenborn; Os co- consagradores foram o Arcebispo de Zagreb, Cardeal Josip Bozanić, e seu predecessor, Dom Paul Iby.

## Trabalho
Desde 1992 é membro do Conselho Sacerdotal e desde 1993 membro da Comissão de Pessoal da Diocese de Eisenstadt.
Por ocasião da sua nomeação em Eisenstadt, ele enfatizou sua vontade de “trabalhar com todos no nível dos olhos e no espírito de comunhão” e focou na coexistência dos grupos étnicos em Burgenland.
Zsifkovics é o refugiado e oficial de integração da Conferência Episcopal da UE COMECE . 